# 16702 Buxner
16702 Buxner è un asteroide della fascia principale. Scoperto nel 1995, presenta un'orbita caratterizzata da un semiasse maggiore pari a 2,4019729 au e da un'eccentricità di 0,1275420, inclinata di 2,61761° rispetto all'eclittica.
L'asteroide è dedicato alla divulgatrice Sanlyn R. Buxner.